# Řivnáč (hradiště)
Řivnáč je pravěké hradiště západně od Žalova u Roztok v okrese Praha-západ ve Středočeském kraji. Podle lokality byla pojmenována eneolitická řivnáčská kultura. Hradiště na stejnojmenném vrchu je od roku 1965 chráněno jako kulturní památka.

## Historie
Hradiště bylo osídleno v eneolitu příslušníky řivnáčské kultury. V devatenáctém století bylo prvním prozkoumaným eneolitickým výšinným sídlištěm v Čechách a řivnáčská kultura podle něj získala svůj název. Archeologický výzkum vedl v letech 1881–1883 Čeněk Ryzner a v roce 1948 Ivan Borkovský prozkoumal nepatrné pozůstatky opevnění. Kromě řivnáčské keramiky na plošině nalezli zlomky keramiky kultury kulovitých amfor, kultury s nálevkovitými poháry, kultury se zvoncovitými poháry a snad i z jiných mladších období pravěku. V nalezených sídlištních jámách archeologové poprvé v Česku nalezli mazanici s otisky kůlů a proutěného pletiva, které vedly k úvahám, že pravěká obydlí měla zahloubenou podlahu a stěny omazané hlínou. Na místě bylo doloženo také raně středověké osídlení a roku 1924 zde nalezli soubor více než sta denárů z doby okolo 1012.

## Stavební podoba
Sídliště se nacházelo na malé vrcholové plošině s rozlohou 0,2 hektaru. Ze tří stran ji chránily skalnaté svahy tvořené proterozoickým buližníkem, které převyšují dno vltavského údolí až o 120 metrů, zatímco na jižní straně obyvatelé vybudovali opevnění v podobě valu a příkopu.